# عبد العليم حريص
عبد العليم حريص هو شاعر وروائي وصحفي مصري، يعمل بالصحافة الثقافية بدولة الإمارات العربية المتحدة وله أربعة دواوين شعرية وروايتان.

## سيرة موجزة
ولد عبد العليم حريص بقرية الشيخ بركة بمركز البلينا في محافظة سوهاج بمصر، وتخرّج في كلية اللغة العربية بجامعة الأزهر. هو عضو اتحاد كتاب مصر، وعضو اتحاد كتاب وأدباء الإمارات، وعضو نادي القصة بالقاهرة، وعضو الرابطة العربية للثقافة والفكر والأدب بدبي، وعضو رابطة الاتحاد العالمي للشعراء، وعضو مركز الشارقة الإعلامي. المستشار الإعلامي لمعهد دراما بلا حدود الدولي بألمانيا. المستشار الثقافي لمؤسسة "مصرايم" للخدمات والتنمية الثقافية في القاهرة، بالإمارات العربية المتحدة.

## مؤلفاته

### دواوين شعرية
- وأشرقت بعينيك أشعاري (1999)
- الحلم وأشياء أخرى (2002)
- لا تعجلي باللوم (2002) وهو ديوان شعر مشترك مع الشاعر أنور فراج
- قصائد لم تكتمل (2019): ،[2] صدر عن دار «الآن» في عمّان.[1]

### روايات
- كوم الخادم (2020، عن سلسلة «إبداعات عربية»، الصادرة عن دائرة الثقافة بالشارقة)،[2] وعنوان الرواية مشتق من اسم مسقط رأس الكاتب كما ورد في الوثائق التاريخية.[4]
- الهروب إلى النهار (2022).[5][6]

## جوائز
- مؤسس جائزة عبد العليم حريص للإبداع السردي - في القصة القصيرة لأبناء سوهاج[7]
- المركز الأول في مسابقة القصة القصيرة لمجلة العربى الكويتية.[1]